# Grave (banda)
Grave é uma banda de Death metal da Suécia, formada em 1988 em Visby. Eles começaram sob o nome de Corpse em 1986 e depois Putrefaction, antes de adotar um nome definitivo. A formação original com Ola Lindgren (v/g), Jörgen Sandström (g/b/v) e Jens Paulsson (d) durou toda a primeira fase da banda até a separação em 1996.

## Integrantes

### Formação atual
- Ola Lindgren - guitarra e vocal (1988-hoje)
- Ronnie Bergerståhl - bateria (2006-hoje)
- Tobias Christiansson - baixo (2010-hoje)
- Mika Lagrén - guitarra (2011-hoje)

### Ex-integrantes
- Jörgen Sandström - guitarra, baixo e vocal (1988-1996)
- Jens "Jensa" Paulsson - bateria (1988-2002)
- Jonas Torndal - baixo (1991-1992), guitarra (1999-2007)
- Pelle Eckegren - bateria (2003-2006)
- Fredrik "Fredda" Isaksson - baixo (2001-2010)
- Christofer Barkensjö - bateria (2004, ao vivo)
- Magnus Martinsson - guitarra (2008-2011)

## Discografia

### Álbuns de estúdio
- Into the Grave (1991)
- You'll Never See... (1992)
- Soulless (1994)
- Hating Life (1996)
- Back from the Grave (2002)
- Fiendish Regression (2004)
- As Rapture Comes (2006)
- Dominion VIII (2008)
- Burial Ground (2010)
- Endless Procession Of Souls (2012)
- Out of Respect for the Dead (2015)

### EP e compactos
- Tremendous Pain (1991)
- ...And Here I Die...Satisfied (1993)
- Morbid Ascent (2013)[2]

### Álbuns ao vivo
- Extremely Rotten Live (1997)

### Compilações
- Morbid Ways to Die (2003)
- Exhumed - A Grave Collection (2008)
- Death Unhallowed (2010)
- The Dark Side of Death (2012)

## Videografia
- Enraptured (2006)